# Suzoy
Suzoy ist eine französische Gemeinde mit 537 Einwohnern (Stand: 1. Januar 2022) im Département Oise in der Region Hauts-de-France. Sie gehört zum Arrondissement Compiègne und zum Gemeindeverband Pays Noyonnais. Die Einwohner werden Suzoyens genannt.

## Geografie
Die Gemeinde Suzoy liegt im Pays Noyonnais, etwa 22 Kilometer nordöstlich von Compiègne. Umgeben wird Suzoy von den Nachbargemeinden Lagny im Nordwesten und Norden, Porquéricourt im Norden und Nordosten, Vauchelles im Osten, Larbroye im Südosten, Ville im Süden, Évricourt im Südwesten sowie Cuy im Nordwesten.

## Bevölkerungsentwicklung
| Jahr                       | 1962 | 1968 | 1975 | 1982 | 1990 | 1999 | 2006 | 2013 | 2021 |
| -------------------------- | ---- | ---- | ---- | ---- | ---- | ---- | ---- | ---- | ---- |
| Einwohner                  | 378  | 404  | 424  | 467  | 516  | 501  | 519  | 535  | 555  |
| Quellen: Cassini und INSEE |      |      |      |      |      |      |      |      |      |

## Sehenswürdigkeiten

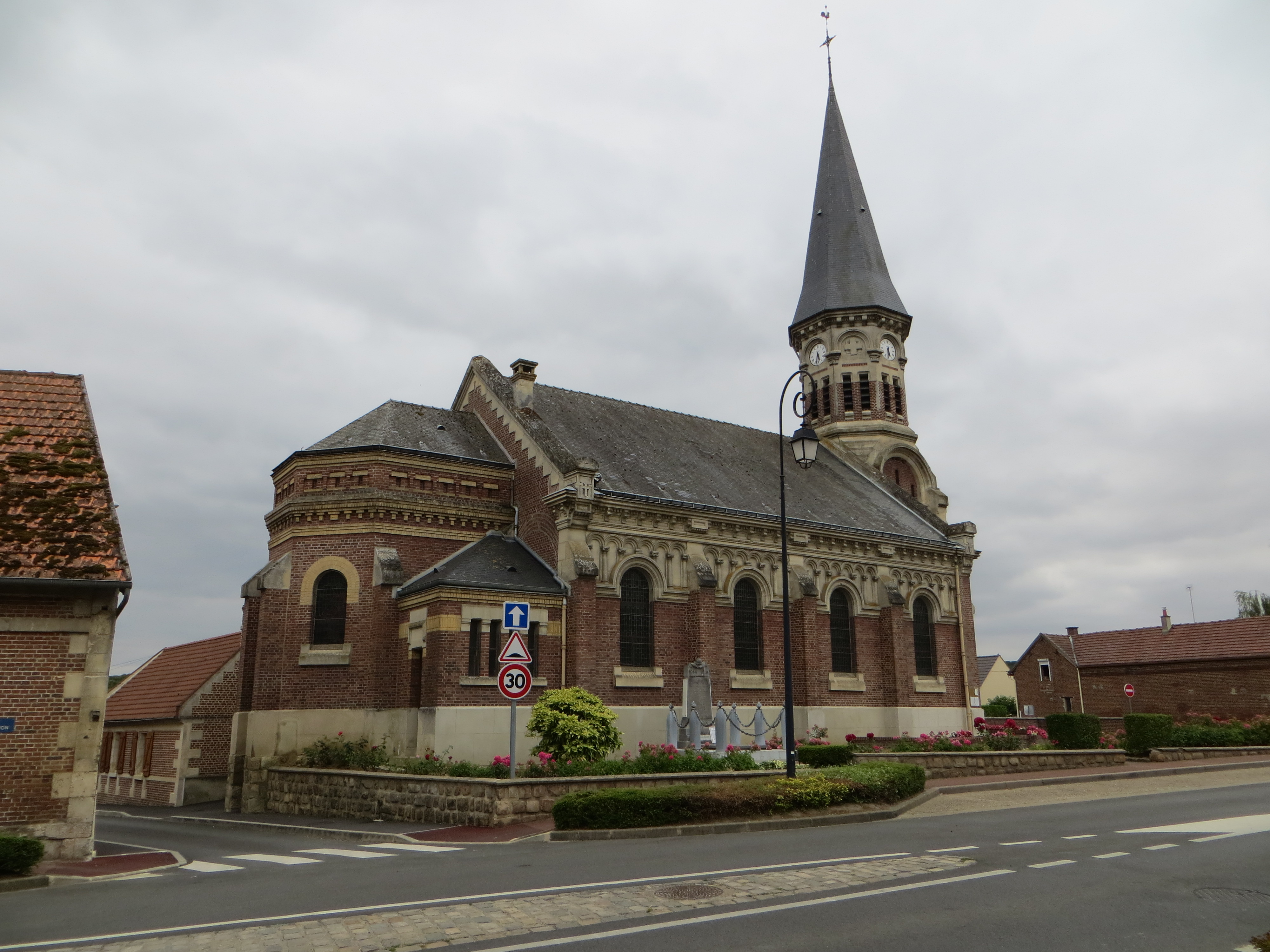
Kirche Saint-Médard

- Kirche Saint-Médard